# Osvaldo Lacerda
Osvaldo Costa de Lacerda (São Paulo, 23 maart 1927 – Taquaritinga, 18 juli 2011) was een Braziliaanse componist, muziekpedagoog en pianist. Hij was een zoon van het echtpaar Renato Marcondes de Lacerda, advocaat, en Júlia Costa de Lacerda. 

## Levensloop
Lacerda kreeg zijn eerste pianoles op negenjarige leeftijd van Ana Veloso de Resende en vervolgens van Maria dos Anjos Oliveira Rocha. Van 1945 tot 1947 heeft hij bij Ernesto Kierski harmonie en contrapunt gestudeerd. Verder studeerde hij zang bij Olga Urbany de Ivanov in de jaren 40 van de twintigste eeuw. Alhoewel zijn vader wilde dat zijn zoon (net als hij) advocaat zou worden, studeerde Lacerda vanaf 1947 piano bij José Kliass en drie jaar later bij Mozart Camargo Guarnieri. Guarnieri adviseerde hem naast piano ook compositie te studeren. Nadat hij ook bij andere componisten had gestudeerd, ontving Lacerda een studiebeurs van de Solomon R. Guggenheim Foundation. Daarmee kon hij in de Verenigde Staten bij Vittorio Giannini aan de Manhattan School of Music in New York en bij Aaron Copland aan het Tanglewood Music Center in Massachusetts studeren.
Lacerda richtte zowel de Sociedade Pró-Música Brasileira (1961) als het Centro de Musica Brasileira (1974) op. Van het Centro de Musica Brasileira was hij tot zijn overlijden voorzitter. 
In mei 1965 werd Lacerda door het Braziliaanse ministerie van buitenlandse zaken uitgenodigd om zijn land in de Verenigde Staten tijdens het Inter-American Composers Seminarie aan de Indiana University in Bloomington te vertegenwoordigen. Verder was hij vertegenwoordiger van Brazilië gedurende het 3e Internationale Festival voor muziek in Washington D.C.. 
Van 1966 tot 1970 was Lacerda adviseur in de Nationale Commissie voor Kerkmuziek, die onder andere tot doelstelling had de Braziliaanse gewijde muziek in de liturgie van de Rooms-Katholieke Kerk te gebruiken. In 1972 werd hij tot lid van de Academia Brasileira de Música (Braziliaanse Academie voor Muziek) gekozen, die ooit door de componist Brasílio Itiberê da Cunha was opgericht. 
In 1969 werd hij docent muziektheorie en compositie aan de Escola Municipal de Música de São Paulo in zijn geboortestad. Hij vervulde deze functie tot zijn pensionering in 1992. In april 1996 was hij een van de Braziliaanse componisten, die door het American Composers Orchestra werden uitgenodigd om deel te nemen aan het Festival "Sonido de las Américas: Brazil".
In 1982 huwde hij met zijn oud-leerlinge, de pianiste Eudóxia de Barros. 

## Composities

### Werken voor orkest
- 1962 Piratininga, suite voor orkest - won de "Primeiro Prêmio" tijdens het Concurso Nacional de Composição "Cidade de São Paulo"
- 1964 Concert, voor strijkorkest
- 1968 Invocacão e Ponto, voor trompet en strijkorkest
- 1968 Seresta, voor hobo en strijkorkest
- 1975 Quatro Peças Modais, voor strijkorkest
- Abertura nr. 1, voor orkest
- Concert, voor piccolo en strijkorkest 
  1. Vivace spiritoso
  2. Andantino
  3. Allegretto inquieto
- Quatro Movimentos, voor strijkorkest
- Suite nr. 1, voor strijkorkest 
  1. Cântico
  2. Danca - Xótís
  3. Elegia
  4. Final

### Werken voor harmonieorkest en koperensemble
- 1965 Guanabara Suite, voor harmonieorkest - opgedragen aan de oprichting van de stad Rio de Jáneiro 400 jaar geleden (1965)
- 1968 Dobrado, ponto e maracatú, voor koperensemble en slagwerk
- 1968 Trilogia, voor koperensemble (4 trompetten, 4 hoorns, 3 trombones en tuba)

### Missen en andere kerkmuziek
- 1952 Ave Maria, voor zangstem en orgel
- 1966 Missa a duas vozes, voor vrouwen- of mannenkoor en orgel (of harmonium)
- 1966 Missa ferial, voor gemengd koor a capella
- 1967 Missa "Santa Cruz", voor solisten, gemengd koor en orgel (of harmonium)
- 1967 Padre Francisco, voor gemengd koor
- 1967 Três salmos, voor zangstem (of koor) en orgel (of harmonium) 
  1. Salmo nr. 22
  2. Salmo nr. 127
  3. Salmo nr. 129
- 1971 Missa a Três Vozes Iguais
- 1979 Ave Maria, voor gemengd koor
- Próprio do Espírito Santo
- Próprio para as festas de Nossa Senhora

### Vocale muziek

#### Werken voor koor
- 1953 Boi Tungão, voor gemengd koor
- 1958 Candieiro, voor gemengd koor - tekst: Fabiano Lozano em Piracicaba
- 1958 Capim de pranta, voor gemengd koor
- 1967 O mana, deixa eu ir, voor gemengd koor a capella
- 1967 Poema da necessidade, voor gemengd koor a capella - tekst: Carlos Drummond de Andrade
- 1967 Quadrilha, voor gemengd koor a capella - tekst: Carlos Drummond de Andrade
- 1967 Romaria, voor spreker en gemengd koor - tekst: Carlos Drummond de Andrade
- 1968 Céu vazio, voor gemengd koor a capella - tekst: Carlos Drummond de Andrade
- 1969 Fuga proverbial, voor gemengd koor
- 1971 Quadrinhas, voor koor met drie gelijke stemmen 
  1. De saudade
  2. De amor
- 1972 Desafio, voor gemengd koor - tekst: Gustavo Barroso "Terra de Sol"
- 1972 Três pontos de caboclo, voor gemengd koor en slagwerk (ad libitum) - tekst: Aluzio Fontenelle
- 1974 A Anunciação a Maria, voor gemengd koor
- 1982 Dobrado onomatopaico, voor gemengd koor
- 2000 Dai-lhe forças, senhor, voor gemengd koor

#### Liederen
- 1949 Minha Maria, voor tenor en piano, op. 1 - tekst: Castro Alves
- 1949 rev.1972 O Menino doente, voor zangstem en piano - tekst: Manuel Bandeira
- 1949 Quando entardece, voor mezzosopraan en piano - tekst: Vicente Augusto de Carvalho
- 1950 rev.1974 Cantiga I, voor mezzosopraan en piano - tekst: Manuel Bandeira
- 1950 Lembrança de amor, voor mezzosopraan en piano - tekst: Vicente Augusto de Carvalho
- 1951 Felicidade, voor zangstem en piano - tekst: Manuel Bandeira
- 1951 Poemeto erótico, voor tenor en piano - tekst: Manuel Bandeira
- 1952-1953 Duas canções, voor zangstem en piano - tekst: Gustavo Barroso
  1. Menina, Minha Menina
  2. Trovas de Amigo
- 1953 Desafio, voor mezzosopraan en piano
- 1953 Modinha, voor mezzosopraan en piano - tekst: Luís Nicolau Fagundes Varela
- 1954 Ausência, voor zangstem en piano - tekst: Renato Lacerda
- 1957 Quatro miniaturas de Adelmar Tavares, voor tenor en piano - tekst: Adelmar Tavares da Silva
  1. A luz dêsse olhar tristonho -
  2. Não chega bem ao meu ombro
  3. Ando triste
  4. Dei-te os sonhos de minh'alma
- 1962 Mandaste a sombra de um beijo, voor zangstem en piano - tekst: Manuel Bandeira
- 1964 Cantiga II, voor zangstem en piano - tekst:  Manuel Bandeira
- 1964 Poema tirado de uma notícia de jornal, voor zangstem en piano - tekst: Manuel Bandeira
- 1965 Cinco trovas, zangcyclus voor zangstem en piano
  1. À noite, quando me deito
  2. Chamaste-me tua vida
  3. Eu quero bem...
  4. Fui no livro do destino
  5. Se eu fosse pé de pau
- 1965 Marilia de dirceu, voor zangstem en piano - tekst: Tomás Antônio Gonzaga
- 1965 Murmúrio, voor zangstem en piano - tekst: Cecília Meireles
- 1967 Uma nota, uma só mão, voor bas en piano - tekst: Carlos Drummond de Andrade
- 1968 A um passarinho, voor zangstem en piano - tekst: Marcus Vinícius de Moraes
- 1968 Ausência, voor zangstem en piano - tekst: Renato de Lacerda
- 1968 rev.1976 Hiroshima, meu amor, voor zangstem en 4 slagwerkers - tekst: Augusto de Campos

- 1968 Martírio, voor bas en piano - tekst: Luís José Junqueira Freire
- 1968 rev.1978 Ponto de iemanjá, voor zangstem en 4 slagwerkers
- 1968 Por que?, voor mezzosopraan en piano - tekst: Guilherme de Almeida
- 1968 Queixa da moça arrependidu, voor mezzosopraan en piano - tekst: Ribeiro Couto
- 1970 Cantiga de ninar escrava, voor bas en piano - tekst: Antônio Rangel Bandeira
- 1970 Ponto de oxalá, voor bas en piano
- 1970 Rotação, voor mezzosopraan en piano - tekst: Cassiano Ricardo
- 1970 Sabença, voor bas en piano
- 1973 A valsa, voor zangstem en piano - tekst: Casimiro José Marques de Abreu
- 1974 Se eu fosse apena, voor zangstem en piano - tekst: Cecília Benevides de Carvalho Meireles
- 1979 Bilhete àquela que ainda está por mascer, voor tenor en piano - tekst: Paulo Lébeis Bonfim
- 1979 Losango cáqui nr. 6, voor zangstem en slagwerk - tekst: Mário de Andrade Escola
- 1980 Canções de Ofélia, voor zangstem en piano - tekst: William Shakespeare
- 1982 Carnaval do desamor, voor mezzosopraan en piano - tekst: Ilka Brunhilde Laurito
- 1982 Receita para o amor, voor tenor en piano - tekst: Marina Tricânico
- 1983 Duas Canções, voor zangstem en strijkorkest - tekst: Antônio Rangel Bandeira
- 1984 O relogio, voor middenstem en piano - tekst: Marina Tricânico
- 1985 Lamentação da hora perdida, voor mezzosopraan en piano
- 1986 Acalanto para minha mãe, voor mezzosopraan en piano - tekst: Rossine Camargo Guarnieri
- 1986 Basta de ser o outro, voor zangstem en piano - tekst: Paulo Lébeis Bonfim
- 1986 Minha mãe, voor tenor en piano - tekst: Guilherme de Almeida
- 1987 Noite Feliz, voor zangstem en piano
- 1987 Contrição, voor bas en piano - tekst: Gregório de Matos
- 1988 Alguém bateu à minha porta, voor zangstem en piano - tekst: Maria José V. Homem de Mell
- 1989 Seresta antiga, voor bas en piano
- 1991 Canção do exílio, voor zangstem en piano - tekst: Antônio Gonçalves Dias
- 1991 Castigo de amor, voor zangstem en piano
- 1991 Farei o que tu fizeres, voor mezzosopraan en piano - tekst: Domingos Caldas Barbosa

- 1991 Mozart no céu, voor zangstem en piano - tekst: Manuel Bandeira
- 1992 Beijos mortos, voor bas en piano - tekst: Martins Fontes
- 1992 Viola de Lereno, voor bas en piano
  1. Declaração de Lereno - tekst: Domingos Caldas Barbosa
  2. Efeitos da saudade - tekst: Domingos Caldas Barbosa
  3. Amar não é brinco
  4. É bem feito, torne a amar
- 1993 Descrente do amor, voor zangstem en piano
- 1993 Fuga saudozal, voor twee vrouwenstemmen en piano - tekst: Bastos Tigre (1882-1957)
- 1997 Canção para a minha morte, voor zangstem en piano - tekst: Manuel Bandeira
- 1997 Valsa romântica, voor zangstem en piano - tekst: Manuel Bandeira
- 1998 Em uma frondosa roseira, voor tenor en piano - tekst: Tomás Antônio Gonzaga
- 1998 Saudade, voor tenor en piano
- 1999 Amargura, voor zangstem en piano - tekst: Fernando de Bortoli
- 2000 A Maldição, voor mezzosopraan en piano
- 2001 Descrente do amor, voor mezzosopraan en piano
- 2001 Eco e o descorajado, voor mezzosopraan en piano
- 2002 O herói que matara o reizinho inimigo, voor bas en piano - tekst: Ribeiro Couto
- 2002 Valsa brasileira, voor zangstem en piano
- 2003 Rendidos pela morte, voor zangstem en piano
- 2004 Alma Minha, voor zangstem en piano
- 2004 Duas Canções de Florbela Espanca, voor zangstem en piano
- 2005 Esta é minha prece, voor zangstem en piano
- 2006 A Cor dos seus olhos, voor zangstem en piano
- 2006 Do amor, voor zangstem en piano
- 2006 Prece, voor zangstem en piano - tekst: Gregório de Matos
- Cinco haikais de Guilherme de Almeida, voor mezzosopraan en piano - tekst: Guilherme de Almeida
- Conselhos de amor, voor mezzosopraan en piano
- Contração do exiil, voor mezzosopraan en piano
- Ladainha, voor mezzosopraan en piano - tekst: Cassiano Ricardo
- Louvação da emboaba tordilha, voor mezzosopraan en piano
- O retrato, Bem-te-vi, voor zangstem en piano - tekst: Cecília Meireles
- Ouvir estrelas, voor zangstem en piano - tekst: Olavo Bilac
- São Francisco, voor mezzosopraan en piano
- Teus olhos, voor tenor en piano
- Três miniatures de Cassiano Ricardo, zangcyclus voor mezzosopraan en piano
  1. O relógio
  2. Serenata sintética
  3. No circo

### Kamermuziek
- 1953 Invenção, voor dwarsfluit, hoorn en fagot
- 1954 Invenção, voor hobo en basklarinet (of hobo en fagot)
- 1954 Invenção, voor klarinet en hoorn
- 1954 rev.1991 "Ia invenção sobre "O filá", voor trompet en trombone
- 1954 IIa invenção, voor trompet en trombone
- 1957 Duo, voor klarinet en fagot
- 1957 rev. 1989 Toccatina e fuga, voor klarinet en fagot
- 1959 Sonate, voor dwarsfluit en piano[2]
- 1962 Sonate, voor altviool en piano
- 1962 Valsa-chóro, voor klarinet en piano
- 1964 Chôro, voor viool solo
- 1964 Seresta, voor viool en piano
- 1965 Variações e fuga sobre "A canôa virou", voor blaaskwintet
- 1969 Trio, voor viool, cello en piano
- 1971 Sonate, voor blokfluit en piano
- 1972 6 temas do folclore brasileiro, voor blokfluitkwartet
- 1972 Abôio, voor hobo en piano
- 1972 Cançoneta, voor blokfluitkwartet
- 1974 Cantilena, voor dwarsfluit en piano
- 1974 Canto lirico, voor hobo en piano

- 1974 Mômento lírico, voor dwarsfluit en piano
- 1974 Poemeto, voor dwarsfluit en piano
- 1974 Toccatina, voor dwarsfluit en piano
- 1974 Três duetos, voor sopraan- en (contra-)altblokfluit
- 1975 Romantica, voor dwarsfluit en piano
- 1976 3 dansas brasileiras antigas, voor viool en piano
- 1977 Andante, voor trombone en piano
- 1977 Appassionato, cantilena e toccata, voor altviool en piano
- 1977 Fantasia e rondó, voor koperkwintet (2 trompetten, hoorn, trombone en tuba)
- 1977 Seis temas do folclore brasileiro, voor blokfluitkwartet (SSAT)
- 1977 Suíte, voor xylofoon en piano[3]
  1. Arrasta-pé
  2. Ponto
  3. Toccata
- 1977 Variações sobre Peixe vivo, voor blokfluitkwartet
- 1979 Strijkkwartet nr. 1
- 1980 Melodia, voor hoorn solo
- 1981 Quatro variaçôes e fugueta sobre um tema infantil "Terezinha de Jesús", voor fagot solo

- 1983 Ária, voor hoorn en piano
- 1986 Quatro peças, voor klarinet en piano
- 1988 Blaaskwintet (Quinteto de sopra)
- 1989 Acalanto pentafónico, voor viool en piano
- 1989 Cançoneta, voor cello en piano
- 1989 Elegia, voor cello en piano
- 1990 Três movimentos, voor 3 trompetten
- 1997 Suite pra cinco , voor blaaskwintet (dwarsfluit, hobo, klarinet, hoorn en fagot)
- 1998 Choro Seresteiro e Fuga, voor klarinet en piano
- 1999 Fuga e Postlúdio, voor viool en altviool
- 2001 Trio, voor viool, cello en piano
- 2002 Variações sobre "Carneirinho, carneirão", voor hobo en piano
- 2007 Invenção, voor dwarsfluit en fagot
- 2007 Queixas e reclamações, voor fagot solo
- 2007 Sonate, voor fagot en piano
- 2007 Suite, voor fagot en piano
- Oito Variações sobre um Tema Popular Brasileiro, voor viool en piano
- Toccatina, voor viool en piano

### Werken voor piano
- 1940 Toada, op. 2 - opgedragen aan: Prof. D. Maria dos Anjos Oliveira Rocha
- 1948 3 Corais
- 1951 Noturno
- 1953 15 Variaçãoes sobre Mulher rendeira
- 1955-1956 Dois Ponteios
- 1958 Cinco invenções a duas vozes
- 1958 Valsa nr. 1
- 1960-1976 Doze Estudos
- 1960 Valsa nr. 2
- 1962 Série na Clave do Sol
- 1962 Suite miniatura
- 1962 Valsa nr. 3
- 1964 Toada
- 1965 Brasiliana nr. 1, suite

- 1965 Suite nr. 1
- 1966 Brasiliana nr. 2, suite
- 1967 Brasiliana nr. 3, suite
- 1968 Brasiliana nr. 4, suite voor piano vierhandig
- 1969 Brasiliana nr. 5, suite
- 1969-1970 8 Estudos
- 1971 Brasiliana nr. 6, suite
- 1971-1975 Cromos, 4 vols. 
  1. boek: No balanco. Pequeno estudo. Lamurias. Sanfoneiro em ré
  2. boek: Menino manhoso. Valsinha sincopada. A flauta do indiozinho. Tagarelice
  3. boek: Pingue-pongue. Jogando xadrez. Gangorra. Brincando de pegador
  4. boek: Mixolídio. Dórico. Lídio. Pentafônica
- 1971 Pequenas lições

- 1972 Galopando
- 1972 Pequena canção
- 1975 Valsinha brasileira
- 1976 Brasiliana nr. 7, suite
- 1980 Brasiliana nr. 8, suite voor piano vierhandig
- 1984 Brasiliana nr. 9, suite
- 1987 Brasiliana nr. 10, suite
- 1989 Brasiliana nr. 11, suite
- 1989 Valsa nr. 4
- 1995 Berceuse de um gato que morreu
- 1998 Cinco variações sobre escravos de Jó
- 2000 Acalanto Singelo
- 2006 Homenagem a Scarlatti
- Oito variações e fuga sobre um tema de Mozart Camargo Guarnieri

### Werken voor klavecimbel
- 1975 Sonate

### Werken voor slagwerk
- 1966 Três estudos, voor slagwerk
  1. Introducão e fuga
  2. Cantilena
  3. Rondó
- 1968 Três miniatures, voor 4 slagwerkers
- 1968 Três miniaturas brasileiras, voor slagwerk
- 1995 Cançoneta, voor vibrafoon

## Publicaties
- Curso Preparatório de Solfejo e Ditado Musical, São Paulo, Brasil: Ricordi Brasileira, 1959. 42 p.
- Compendio de Teoria Elementar da Música, São Paulo (SP): Ricordi Brasilieira, 1966/1967. 153 p.
- Music in Brazil: now, Brasília, 1974. - ook in Duitse vertaling
- Regras de grafia musical, São Paulo : Irmãos Vitale, 1974. 76 p.
- A presentacao do coro, 1975. 40 p.
- Meu professor Mozart Camargo Guarnieri, in: SILVA, Flávio Silva: "Camargo Guarnieri: o tempo e a música", Rio de Janeiro: FUNARTE, 2001. pp. 57-67
- Constâncias harmônicas e polifônicas da música popular brasileira e seu aproveitamento na música sacra, in: Amaro Cavalcanti Albuquerque: "Música brasileira na liturgia". 2ª. ed. São Paulo: Paulus, 2005. pp. 57-85.